# 鳥取県道315号如来原御机線
鳥取県道315号如来原御机線（とっとりけんどう315ごう にょらいばらみつくえせん）は、鳥取県日野郡江府町を通る一般県道である。

## 概要
日野郡江府町大字宮市から日野郡江府町大字御机に至る。米子自動車道 江府ICと大山南部のスキー場を結ぶ道路として機能している。

### 路線データ
- 起点：日野郡江府町大字宮市（南大山大橋交差点、国道482号交点）
- 終点：日野郡江府町大字御机（鳥取県道45号倉吉江府溝口線交点、大山広域農道上）
- 総延長：約4.6 km

## 路線状況

### 重複区間
- 大山広域農道（日野郡江府町大字御机）

### 道路施設

#### 橋梁
- 南大山大橋（美用谷川、日野郡江府町）

## 地理

### 通過する自治体
- 日野郡江府町

### 交差する道路
| 交差する道路                                         | 交差する場所 | 交差する場所            |
| ---------------------------------------------------- | ------------ | ----------------------- |
| 国道482号                                            | 大字宮市     | 南大山大橋交差点 / 起点 |
| 大山広域農道 重複区間起点                            | 大字御机     |                         |
| 鳥取県道45号倉吉江府溝口線 大山広域農道 重複区間終点 | 大字御机     | 終点                    |

### 沿線
- 奥大山スキー場（終点付近）